# أوغستين بيلا
أوغستين بيلا هو لاعب كرة قدم كاميروني في مركز الوسط، ولد في 25 أغسطس 1990 في ياوندي في الكاميرون. لعب مع نادي روان ونادي لاريسا.

## وصلات خارجية
- أوغستين بيلا على موقع قاعدة بيانات كرة القدم.إي يو (الإنجليزية)
- أوغستين بيلا على موقع Soccerway.com (الإنجليزية)